# Balocchi e profumi (film 1953)
Balocchi e profumi è un film del 1953 diretto da Natale Montillo e Francesco Maria De Bernardi.
Il titolo del film riprende l'omonima canzone molto popolare in quel periodo.

## Trama
Clara Florani è stata abbandonata dal marito, Lorenzo, partito senza dar notizie di sé; è madre di una bimba, Corallina. Un giorno Clara incontra in treno il gioielliere Raimondo Muzzi, che s'innamora di lei e cerca di convincerla a rifarsi al suo fianco una vita. Intanto il marito, Lorenzo, che essendosi innamorato di una bella avventuriera, l'ha seguita in Spagna, viene da questa messo alla porta e attraversa una grave crisi, durante la quale sfiora il suicidio. La sera in cui Clara ha deciso di cedere alle insistenze di Raimondo e di uscire con lui, Corallina la rincorre fin sulla porta di casa mentre imperversa un terribile temporale. Tornando indietro in preda a tristi presentimenti, Clara trova la bimba svenuta in un rigagnolo. Corallina muore, la madre impazzisce. Lorenzo ritorna e tra le sue braccia Clara riacquista la ragione, mentre dal cielo Corallina sorride felice.

## Produzione
Il film è ascrivibile al filone dei melodrammi sentimentali, comunemente detto strappalacrime, allora in voga tra il pubblico italiano, in seguito ribattezzato dalla critica con il termine neorealismo d'appendice.

## Accoglienza
Incasso accertato sino a tutto il 31 marzo 1959: 272.792.481 lire dell'epoca.